# Rondine (cognome)
Rondine è un cognome di lingua italiana.

## Varianti
Rindinelli, Rondana, Rondani, Rondanina, Rondanini, Rondanino, Rondina, Rondinella, Rondinelli, Rondini, Rondinini, Rondinino, Rondoni.

## Origine e diffusione
Cognome tipicamente panitaliano, è presente prevalentemente in Italia centro-meridionale.
Potrebbe derivare dal termine "rondine" o dal toponimo Rondanina.
La variante Rondanina è ligure; Rondinelli è toscano; Rondinella è napoletano.

## Persone
- Clelia Rondinella – attrice italiana
- Giacomo Rondinella – cantante e attore italiano
- Luciano Rondinella – cantante e attore italiano